# More Issues Than Vogue
More Issues Than Vogue — третий студийный альбом американской певицы K. Michelle, выпущенный 25 марта 2016 года на лейбле Atlantic Records. Альбому предшествовал выпуск синглов «Not a Little Bit» и «Ain’t You».
Альбом More Issues Than Vogue получил одобрение критиков после выхода и занял второе место в американском хит-параде Billboard 200 и первое место в соул-чарте Top R&B/Hip-Hop Albums с продажами 59 158 альбомных эквивалентов за первую неделю. Он также занял 32 место в чарте UK R&B Albums Chart в Великобритании. На сайте Metacritic альбом получил одобрение рецензентов, набрав 80 баллов из 100.

## История
K. Michelle рассказала во втором сезоне своего шоу K. Michelle: My Life и в интервью Billboard 25 января 2016 года, что она хочет выпустить свой следующий альбом без урбанистического звучания. «Я хочу иметь возможность петь то, что я хочу. Если я хочу петь кантри, я хочу иметь возможность показать это. Я хочу иметь возможность петь баллады, которые затронут весь мир, а не только одну демографическую группу. Я больше не хочу, чтобы мне говорили, что из-за того, что я чёрная, я должна это делать». Трек-лист и обложка были опубликованы в Instagram и Twitter Мишель 12 февраля 2016 года.

## Синглы
Песня «Not a Little Bit» была выпущена в качестве лид-сингла с альбома 22 января 2016 года. После выхода песня дебютировала в американском чарте Hot R&B/Hip-Hop Songs на 18-м месте 18 февраля 2016 года. Официальное музыкальное видео было выпущено 25 марта 2016 года.
Песня «Ain’t You» была выпущена в качестве второго сингла с альбома 12 февраля 2016 года. Песня дебютировала в американском чарте R&B/Hip-Hop Digital Songs под номером 41 5 марта 2016 года. Премьера клипа на сингл состоялась 8 июня 2016 года.

## Отзывы
| Оценки критиков | Оценки критиков |
| Источник        | Оценка          |
| --------------- | --------------- |
| AllMusic        | [ 9 ]           |
| The Guardian    | [ 1 ]           |

Альбом получил положительные отзывы от музыкальных критиков. More Issues Than Vogue набрал 80 баллов из 100 на Metacritic на основе пяти профессиональных рецензий. Complex дал альбому положительную рецензию, заявив, что «альбом немного менее целостный в звуковом плане, чем её второй альбом Anybody Wanna Buy a Heart? Это не осуждение. Последний альбом был более грустным по общей тональности. Здесь же в проекте чувствуется искра и лёгкость. Я говорю это как комплимент: More Issues Than Vogue даёт мне фьюжн-ресторан. Типа, это все тот же сом, только на нём какой-то шикарный соус, и это капуста с мясом индюшачьей шеи, а не просто зелень браунколя».
Энди Келлман из AllMusic поставил альбому 3,5 звезды из 5, отметив, что «More Issues Than Vogue разумно придерживается примерно того же состава, что и первые два альбома Мишель». Песня «Make the Bed» с участием Джейсона Деруло делает несколько неожиданную попытку стать кроссовером, но это в основном связано с продюсированием и использованием мелодичного «„о-о-о-о-о-о“ на заднем плане, что является уже десятым случаем его использования в современном дэнс-попе».

## Коммерческие показатели
В Соединённых Штатах альбом дебютировал на втором месте в хит-параде Billboard 200 и на первом месте в соул-чарте Top R&B/Hip-Hop Albums, набрав 59 158 единиц альбомных эквивалентов (более 54 066 чистых продаж) за первую неделю, и был прослушан по стримингу почти пять миллионов раз. Альбом также дебютировал на 32-м месте в британском чарте UK R&B Albums Chart. На второй неделе альбом опустился до 23 места в Billboard 200 и был продан в США в количестве ещё 22 484 копий. На третьей неделе альбом опустился до 74 места в Billboard 200 и оставался там в течение четвёртой недели. На пятой неделе альбом опустился до 145 места в Billboard 200.
Альбом в итоговых списках 2016 года занял двенадцатое место в Top R&B Albums и 29-е место в Top R&B/Hip-Hop Albums (Billboard).

## Список композиций
| №                   | Название                                     | Автор(ы) | Продюсеры                                                  | Длительность |
| ------------------- | -------------------------------------------- | --- | ---------------------------------------------------------- | ------------ |
| 1.                  | «Mindful»                                    | Фахим Наджим                                                                                                | Najm Eric Cire [a]                                         | 1:56         |
| 2.                  | «Got Em Like»                                | Najm Андре Бенджамин Patrick L. Brown Антван Андре́ Паттон                                                   | Najm                                                       | 3:50         |
| 3.                  | «Ain’t You»                                  | Christian Ward Jeremy Felton Arin Ray Drew Love Michael Hernandez Ozan Yildirim James Foye III Austin Owens | Mekanics Oz Sam Salter [a] Hitmaka [b] Foye [c] Owens [c]  | 4:15         |
| 4.                  | «Not a Little Bit»                           | Kelly Price Elvis Williams                                                                                  | Price Williams Cire [a]                                    | 3:29         |
| 5.                  | «If It Ain’t Love»                           | Floyd Nathanial Hills Ilsey Juber Rosina Russell Patrick Hayes Marcella Araica                              | Danja Curtis Wilson [a]                                    | 4:26         |
| 6.                  | «Make the Bed» (при участии Джейсона Деруло) | Lovy Longomba Tinashe Sibanda James Abrahart Carmen Reece Джейсон Деруло                                    | Lovy Longomba T-Collar C. Wilson [a]                       | 3:37         |
| 7.                  | «Nightstand»                                 | Ward Ray Foye Owens Calvin James Price                                                                      | Salter [a] Foye [c] Owens [c] Hitmaka [a] [d] CritaCal [d] | 4:20         |
| 8.                  | «These Men»                                  | Kimberly Pate Williams Cire                                                                                 | Williams Cire [a]                                          | 4:29         |
| 9.                  | «All I Got»                                  | Pate Ronnie Jackson Jesse Wilson Williams Andrae Alexander Присцилла Ренеа [англ.]                          | J. Wilson Lil' Ronnie Williams [d]                         | 3:51         |
| 10.                 | «Time»                                       | Pate Eric Hudson Renea                                                                                      | Hudson Eric Dawkins [a]                                    | 4:38         |
| 11.                 | «Rich» (при участии Yo Gotti и Trina)        | Pate Jackson Renea Mario Mims Katrina Taylor                                                                | Ronnie Salter [a] J. Wilson [d]                            | 4:05         |
| 12.                 | «Sleep Like a Baby»                          | Pate Warren Felder Andrew Wansel Sevyn Streeter Бьянка Аттерберри [англ.]                                   | Pop & Oak Cire [a]                                         | 3:28         |
| Общая длительность: | Общая длительность:                          | Общая длительность:                                                                                         | Общая длительность:                                        | 46:24        |

| №                   | Название            | Автор(ы)                                                  | Продюсеры               | Длительность |
| ------------------- | ------------------- | --------------------------------------------------------- | ----------------------- | ------------ |
| 13.                 | «Memphis»           | Pate Renea J. Wilson Alexander Keith Eaddy Reggie Johnson | J. Wilson C. Wilson [a] | 3:05         |
| 14.                 | «Life I Chose»      | Hudson Renea                                              | Hudson Dawkins [a]      | 3:35         |
| Общая длительность: | Общая длительность: | Общая длительность:                                       | Общая длительность:     | 53:04        |

Замечания
- ↑  продюсер по вокалу
- ↑  продюсер и продюсер по вокалу
- ↑  дополнительный продюсер
- ↑  сопродюсер
- «Mindful» включает дополнительный вокал T-Pain

## Чарты
| Чарт (2016)                            | Высшая позиция |
| -------------------------------------- | -------------- |
| Великобритания (UK R&B Albums Chart)   | 32             |
| США (Billboard 200)                    | 2              |
| США (Billboard Top R&B/Hip-Hop Albums) | 1              |